# Elsa Thiemann

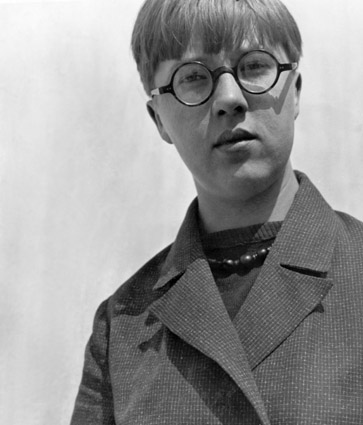
Elsa Thiemann, um 1929–30

 Elsa Thiemann  (* 7. Februar 1910 in Thorn-Mocker, Westpreußen; † 15. November 1981 in Bad Oldesloe) war eine deutsche Fotografin.

## Leben
Elsa Thiemann wurde als sechstes Kind des Ehepaares Wilhelm und Helene Franke geboren. Der Vater, ein Immobilienkaufmann, ermöglichte seiner Frau und seinen Kindern, sechs Mädchen und einem Jungen, eine bürgerlich wohlhabende Existenz. 1921 zog die Familie nach Berlin-Neukölln um. Trotz der Veränderungen, die der Erste Weltkrieg ökonomisch, politisch und sozial mit sich brachte, konnte der Vater, nunmehr Besitzer zweier Mietshäuser in Berlin-Neukölln, den Lebensstandard der Familie sichern. Elsa Franke besuchte von 1922 bis 1926 das Städtische Lyzeum II Neukölln. Ihre dortige Zeichenlehrerin, die Malerin Margarete Kubicka (1891–1984), erkannte die zeichnerische Begabung Elsas. Margarete Kubicka und ihr Mann, der expressionistische Maler Stanislaw Kubicki, unterhielten enge Beziehungen zu den Berliner Dadaisten. Zwischen dieser künstlerischen Welt ihrer Zeichenlehrerin und der eigenen behüteten Existenz als wohlhabenden Bürgerstochter bestanden starke Kontraste. Stark beeinflusst durch Margarete Kubicka wusste Elsa Franke, dass sie praktisch künstlerisch arbeiten wollte.
Unterstützt durch ihre Familie besuchte sie nach Abschluss der Mittleren Reife in Berlin-Charlottenburg zuerst die Kunstgewerbe- und Handwerkerschule Berlin und darauf folgend die Vereinigten Staatsschulen für Freie und Angewandte Kunst (VS), eine Vorgängereinrichtung der Universität der Künste (UdK). Zwischen 1929 und 1931 studierte sie am Bauhaus Dessau. Ihr Lehrer im Grundkurs war Josef Albers, in Typografie und Werbegrafik Joost Schmidt und in der Fotografie Walter Peterhans. Daneben besuchte sie die Freien Malklassen bei Wassily Kandinsky und Paul Klee. 1930 lernte sie dort ihren späteren Mann, den Maler Hans Thiemann kennen. Nach Erhalt ihres Bauhaus-Diplomes mit der Nummer 59 am 14. Juli 1931 kehrte sie nach Berlin zurück.
Sie war dann als freie Pressefotografin in Berlin tätig und wurde in der Zeit des Nationalsozialismus 1934 Mitglied der Reichskulturkammer. 1944 wurde sie, um dem Kriegsdienst zu entgehen, Redaktionssekretärin in der Berliner Niederlassung des Hamburger Verlages Hoffmann und Campe.
Nach Kriegsende arbeitete Elsa Thiemann wieder als freie Pressefotografin. Sie und Hans Thiemann heirateten 1947. Dem von ihnen mitbegründeten „Britzer Kreis“, einer Gruppe von Künstlern und Intellektuellen, gehörte unter anderem ihre ehemalige Zeichenlehrerin Margarete Kubicka an. Sie zogen 1960 nach Hamburg um, nachdem Hans Thiemann an der dortigen Hochschule für Bildende Künste (HFBK) eine Professur erhalten hatte. Nach ihrem Umzug war Elsa Thiemann nicht mehr als Berufsfotografin tätig. In den vier Jahren nach dem Tod ihres Mannes am 28. Juli 1977 pflegte sie sein künstlerisches und ihr fotografisches Erbe.

## Werk

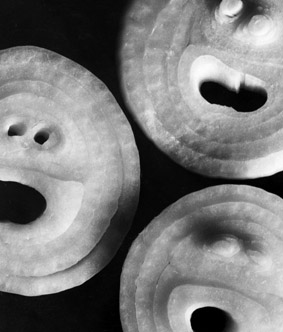
Elsa Thiemann Faschingsmasken oder 3 durchgeschnittene Zwiebeln, 1930er Jahre

### Zeit am Bauhaus
Das Schaffen Elsa Thiemanns ist in starkem Maße durch ihre Studienzeit am Bauhaus Dessau und hier vor allem durch Walter Peterhans geprägt. Dieser richtete die Abteilung für Fotografie als Teil der Reklamewerkstatt ein. Als ein Vertreter der Neuen Sachlichkeit legte er großen Wert auf die chemischen und physikalischen Grundlagen der Fotografie, vor allem aber auf Bildkomposition und die Auswahl des richtigen Objektes. Dies fand seinen Niederschlag in den so genannten Rätselbildern, mit deren Erstellung Elsa Thiemann in ihren Bauhausjahren begonnen hatte, die jedoch auch in den folgenden Jahren weiter verwirklicht wurden. Beginnend an den Aufgaben, die ihr Peterhans stellte, versuchte sie, trotz der zeitbedingten Mängel der Aufnahme- und Vergrößerungstechnik, Kriterien wie Materialgerechtigkeit durch tonwertrichtige Umsetzung von Form und Strukturen oder die geplante spätere Verwendung der Aufnahmen im Reklamebereich umzusetzen. An diesen Aufnahmen zeigt sich, wie Elsa Thiemann durch Walter Peterhans von der Neuen Sachlichkeit beeinflusst worden ist. Dafür stehen: Durch die Wahl des Bildausschnittes verliert der Gegenstand seine ursprüngliche Gestalt, er nimmt eine neue Form an, sowie das starke Betonen grafischer und struktureller Elemente. Die Tapetenentwürfe, die mit Hilfe von Fotogrammen während ihrer Jahre am Bauhaus zwischen 1930 und 1931 entstanden, waren im Gegensatz zu den Bauhaus-Tapeten deutlich gegenständlicher, ihre bevorzugten Motive waren Blüten, Früchte und Stängel, sie zeigen oft einen floralen und ornamentalen Charakter, der an vormoderne Stilrichtungen, von Biedermeier bis hin zu Arts and Crafts oder Jugendstil erinnert. Gleichzeitig jedoch weist die Verwendung von Fotogrammen auf das Eingebundensein des Werkes von Elsa Thiemann in die damalige zeitgenössische Fotografie. Es ergeben sich dadurch auch Berührungspunkte zu Fotografen wie Man Ray oder Andreas Feininger.

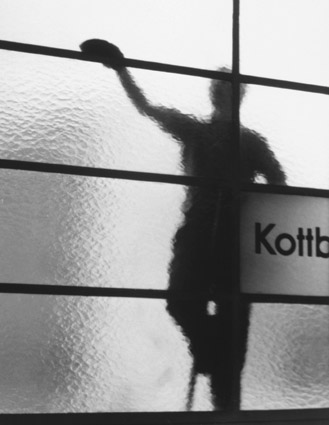
Elsa Thiemann Fensterputzer am Kottbusser Tor, nach 1945

### Fotojournalistische und Freiberufliche Arbeiten
Als Elsa Thiemann zu Beginn der 1930er Jahre freiberuflich fotojournalistisch zu arbeiten begann, waren die Feuilletonseiten der Zeitungen ihr Betätigungsfeld. Sie konnte sich ihre Themen frei wählen und die Texte dazu selbst schreiben. In ihrer dokumentarischen Arbeitsweise lässt sich ein poetisch mitfühlendes Moment feststellen. Wenn sie Personen abbildete, versuchte sie nicht diese „abzuschießen“, sie zu „entblößen“. Sie ließ ihnen ihre Würde. Dies, wie auch, dass Elsa Thiemann vor allem heute verloren gegangene Ansichten ihres Wohnortes Berlin abbildete, stellt ein verbindendes Moment zur Arbeit von Eugène Atget dar.
An einigen ihrer Arbeiten, wie „Fensterputzer am Kottbusser Tor“, lassen sich Einflüsse der Russischen Konstruktivisten, wie Alexander Rodtschenko, feststellen. Sie setzte die Mittel der erhöhten oder Vogelperspektive, aber auch das gewollte Verkanten der Kamera ein. Nicht nur Personen, auch unbewegte Gegenstände wie Häuser scheinen in Bewegung zu sein. Das Studium am Bauhaus lehrte Elsa Thiemann das grafische Sehen in Strukturen. Beispielhaft dafür stehen ihre Mauerbilder, wie „Durch das zerstörte Vorderhaus bekam die Rückwand etwas Luft“. Diese Aufnahme lässt Analogien zu den frühen in Berlin entstandenen Nachkriegsaufnahmen des Fotografen Arno Fischer erkennen. Gerade eine Aufnahme wie „Pistolenschütze“ zeigt ihr Eingebundensein in die internationale Fotografie nach dem Zweiten Weltkrieg. Vergleiche zum Werk von William Klein, wie der Aufnahme „Pistole 2, in der Nähe der Bowery“ sind erkennbar.

### Künstlerporträts
Ihre Künstlerporträts, die vor allem in den 1940er und 50er Jahren entstanden, lassen in der Art ihrer Entstehung, in der Verwendung fast ausschließlich von Tageslicht, in den Selbstporträts der Fotografin, die ihr Konterfei beobachtend ablichtet und nicht anweisend eingreift, Analogien aber auch Unterschiede zum Frühwerk von Gisèle Freund erkennen. Diese fotografierte in den Jahren um den Zweiten Weltkrieg vor allem Schriftsteller und bildende Künstler, die überwiegend mit ihr bekannt waren. Während jedoch Gisele Freund ihre Porträtaufnahmen ausschließlich in Farbe aufnahm und die zu porträtierende Person in den Mittelpunkt ihrer Aufnahme stellte und eine Vertrautheit zwischen Fotografin und abgelichtetem Objekt deutlich erkennbar war, beobachtete Elsa Thiemann ihrer Gegenüber aus der Distanz heraus. Sie zeigt die Künstler vor allem in der Umgebung ihrer Ateliers, oft genug rückt dabei sogar das Werkstück in den Vordergrund.

## Ausstellung
2015: Feminizing Photography. Women behind the Camera. Galerie Kleinschmidt Fine Photographs, Wiesbaden.